# Polde
Polde je moško osebno ime.

## Izvor imena
Ime Polde je različica imena Leopold.

## Pogostost imena
Po podatkih Statističnega urada Republike Slovenije je bilo na dan 31. decembra 2007 v Sloveniji število moških oseb z imenom Polde: 36. Med vsemi moškimi imeni pa je ime Polde po pogostosti uporabe uvrščeno na 991. mesto.

## Osebni praznik
V koledarju je ime skupaj z Leopoldom; god praznuje 2. aprila ali 15. novembra.

## Znane osebe
Polde Bibič, Polde Leskovar